# Christkönig (Hemer)

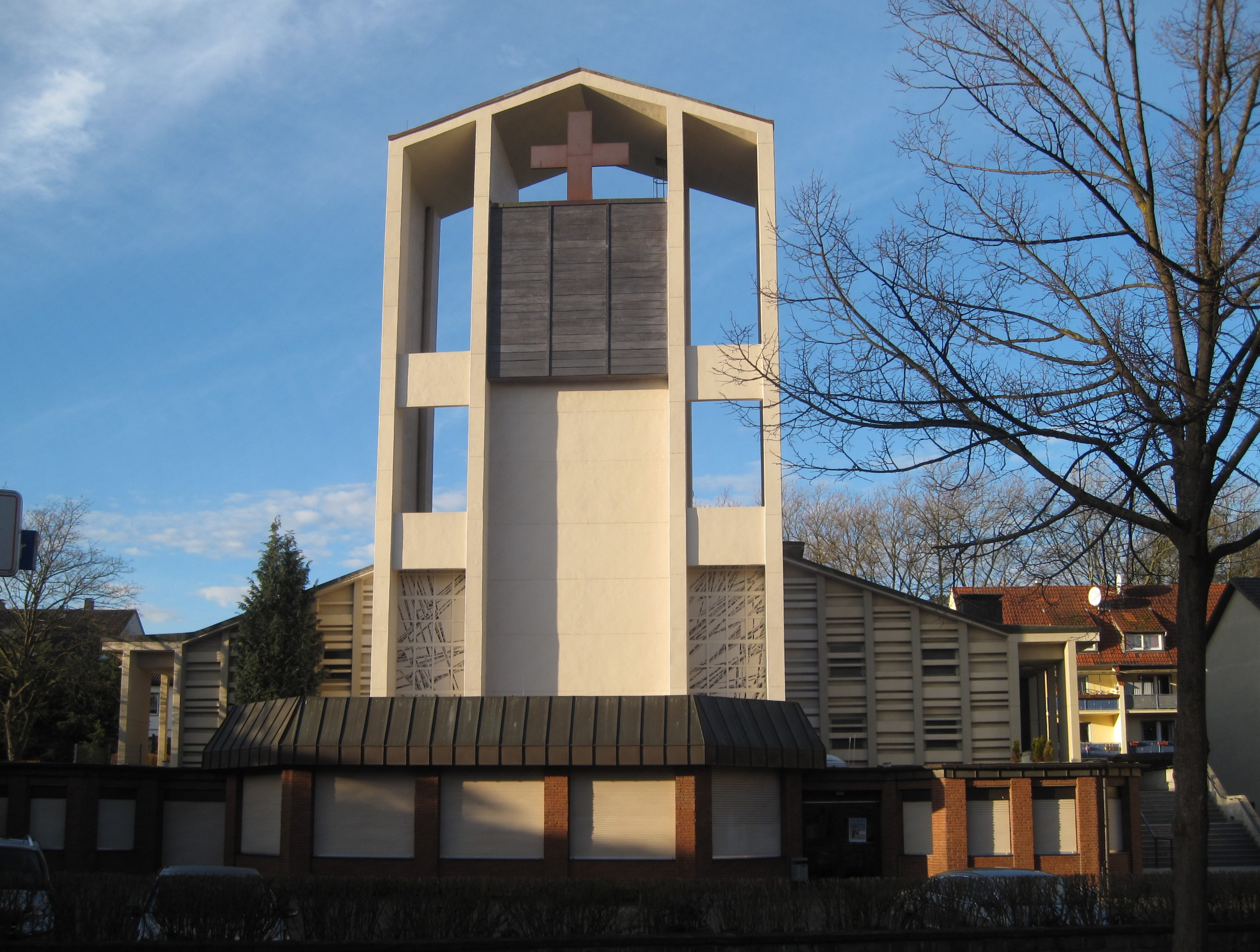
Christkönig

Christkönig ist eine von fünf römisch-katholischen Filialkirchen im Stadtgebiet von Hemer. Das Bauwerk stammt aus dem Jahr 1966 und prägt mit seinem charakteristischen, breiten Glockenturm das Bild der Hemeraner Innenstadt mit. 2019 erfolgte die Eintragung in der städtischen Denkmalliste. Die Gemeinde ist seit 1. Januar 2021 Teil der Gesamtpfarrei St. Vitus Hemer, die zum Dekanat Märkisches Sauerland im Erzbistum Paderborn gehört.

## Geschichte
Im Frühjahr 1962 begann die Katholische Kirchengemeinde St. Peter und Paul eine Ausschreibung um einen Kirchenneubau in Hemer-Mitte, an dem sich sechs Architekten beteiligten. Den ersten Preis erhielt der Mannheimer Oberbaudirektor Richard Jörg, der zweite Preis ging an den Hemeraner Hermann-Josef Geismann. Der Kirchenvorstand beschloss daraufhin, dass die Kirche von beiden Architekten in einer Arbeitsgemeinschaft erbaut werden sollte. Am 10. Dezember 1966 weihte Bischof Paul Nordhues die Kirche. Wenige Jahre später wurde am Fuße des Kirchenbaus ein Gemeindezentrum errichtet.
Christkönig war bis zur Auflösung des Pastoralverbundes Hemer zum 31. Dezember 2020 eigenständige Pfarrkirche in diesem Pastoralverbund. Seit dem 1. Januar 2021 gehört die Gemeinde zur neu gegründeten Pfarrei St. Vitus Hemer.

## Architektur

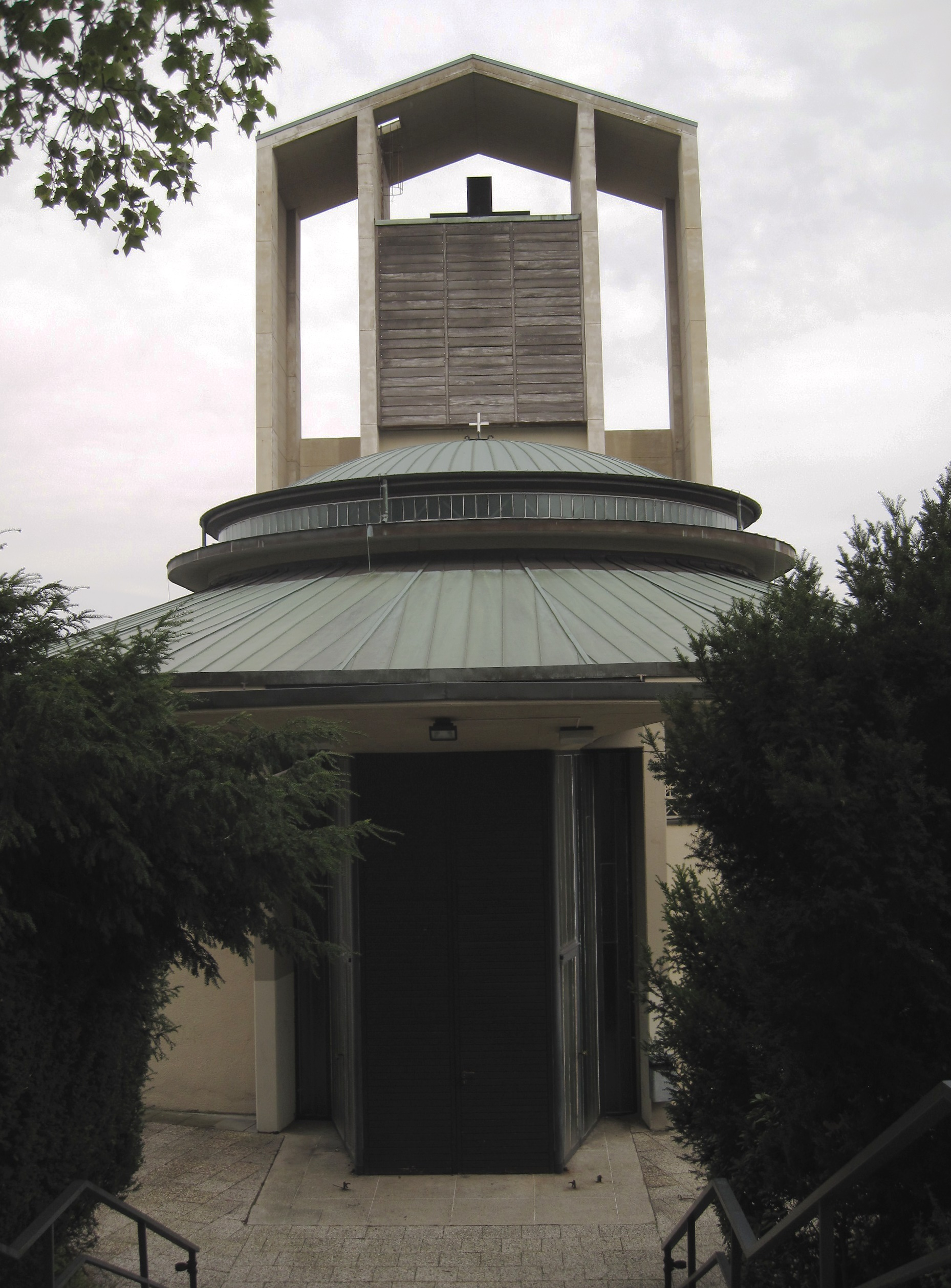
Eingangsportal

Auffälligster Teil der Kirche ist die 30 Meter hohe und 13 Meter breite Turmwand, dessen Vorderansicht zur Hemeraner Hauptstraße zeigt. Um den Blick aus der Innenstadt auf die dahinter liegenden Wald- und Wiesengebiete nicht zu versperren, wurde der Turm dabei als Rahmenwerk konstruiert.
Im Innenraum steht nach den Plänen des Architekten der Altar im Mittelpunkt. Die Bänke sind bis zu einer Distanz von 16 Metern im Halbkreis um ihn herum angeordnet. Durch in Kreisform um den Altarraum führende Glaselemente in der Decke wirkt dieser Bereich außerdem vom Tageslicht stärker erhält als der übrige Teil der Kirche. Hinter dem Altar befindet sich das Tabernakel, das von zwei Buntglasfenstern eingerahmt ist. Damit bleibt auch dieser Raum im Vergleich zum Altar etwas abgedunkelt.

## Ausstattung

### Glocken
Christkönig verfügt über drei Glocken, die am 3. Oktober 1966 von der Glockengießerei Mark & Sohn in Brockscheid gegossen wurden. Die Glockenweihe fand am 16. Oktober statt, so dass das Geläut bei der Kirchenweihe bereits genutzt werden konnte. Domkapellmeister Paul Schuh bezeichnete das Geläut bei der Abnahme der Glocken als „außerordentlich gut gelungen“. Eine Übersicht:
| Glocke | Schlagton | Durchmesser | Gewicht      | Inschrift                                                 |
| ------ | --------- | ----------- | ------------ | --------------------------------------------------------- |
| 1      | e′        | 1240 mm     | etwa 1200 kg | „Christus Sieger, Christus König, Christus Herr der Welt“ |
| 2      | g′        | 1025 mm     | etwa 0700 kg | „Ich bin die Auferstehung und das Leben“                  |
| 3      | a′        | 0925 mm     | etwa 0500 kg | „Kommt alle zu mir“                                       |

### Orgel
Die Christ-König-Kirche wurde 1966 vollendet. Zunächst behalf sich die Gemeinde mit einem Harmonium und ab 1967 mit einer Interimsorgel. Dieses Instrument aus der Klosterkirche Gehrden war eine ehemals zweimanualige Orgel, von der nur noch eine Windlade mit 10 Registern vorhanden war. 1972 konnte eine neue Orgel in Auftrag gegeben werden. Der Hemeraner Werner Hoffmann entwarf das Gehäuse und die Disposition. Aus der alten Orgel konnte er noch fünf Register für die neue Orgel bestimmen. Gebaut wurde das Werk in der Werkstatt für Orgelbau Gebrüder Stockmann in Werl. Die Orgel hat 20 Register, aufgeteilt  auf Hauptwerk, Schwellwerk und Pedal. System: Schleifladen, mechanische Spieltraktur, elektrische Registertraktur. Spielhilfen: Drei Normalkoppeln, zwei freie Kombinationen, eine Pedalkombination, Einzelabsteller. Die Orgel wurde am 17. September 1972 in einem festlichen Gottesdienst geweiht. Am Nachmittag des Weihetages spielte Gerhard Naprstek aus Schwerte ein Orgelkonzert. Die Disposition:(Seite 92)
| Hauptwerk    |        |
| Prinzipal    | 8′     |
| Rohrpommer   | 8′     |
| Weidenpfeife | 8′ alt |
| Oktav        | 4′ alt |
| Gemshorn     | 4′     |
| Waldflöte    | 2′     |
| Sesquialter  | 2-fach |
| Mixtur       | 4-fach |
| Trompete     | 8′     |

| Schwellwerk  |        |
| Gedeckt      | 8′     |
| Gedeckflöte  | 4′ alt |
| Prinzipal    | 2′     |
| Quinte       | 1 ⁄3′  |
| Zimbel       | 3-fach |
| Rohrschalmey | 8′     |

| Pedalwerk |        |
| Subbass   | 16′    |
| Óffenbass | 8′     |
| Pommer    | 4′ alt |
| Flöte     | 2′ alt |
| Fagott    | 16′    |

## Gemeindeleben
1970 eröffnete die Kirchengemeinde den Christkönig-Kindergarten, den sie bis heute betreibt. In drei Gruppen werden dort insgesamt 75 Jungen und Mädchen betreut. In der Gemeinde gibt es eine Gruppe der Katholischen Frauengemeinschaft mit über 100 Mitgliedern, einen Treffpunkt Frauen sowie eine zehnköpfige Gruppe ehrenamtlicher Caritas-Mitarbeiter.